# التمار (ایلینوی)
التمار، الینواز (به انگلیسی: Altmar, Illinois) یک منطقهٔ مسکونی در ایالات متحده آمریکا است که در ایلی‌نوی واقع شده‌است.

## خصوصیات
التمار ۱۹۵٫۰۷ متر بالاتر از سطح دریا واقع شده‌است.